# Чжошуйси
Чжошуйси, Чжошуйци (кит. трад. 濁水溪, упр. 浊水溪, пиньинь Zhuóshuǐ Xī) — река на Тайване, впадает в Тайваньский пролив. Длина — 186 км (165 км).
Питание в основном дождевое. Это самая длинная река на острове. Река считается неофициальной границей между севером и югом Тайваня.
Чжошуйси известна в своём нижнем течении под названием Силоци.

## Плотина Уцзе
В 1934 году введена в строй плотина Уцзе на реке Чжошуйси, которая направляет часть воды по деривационному водоводу в озеро Жиюэтань.

## Плотина Уше
В 1960 году введена в строй плотина и ГЭС Уше высотой 114 м на реке Ушэси, притоке Чжошуйси. Мощность ГЭС Уше — 61,1 тыс. кВт, она входит в Жиюэтаньскую энергетическую систему.